# Pedro Abarca, Fidalgo de Tui
Pedro Abarca, Fidalgo de Tui, (Tui, Espanha  -?) foi um fidalgo do reino de Aragão que passou a Portugal e deste para as ilhas dos Açores.
Pedro é descendente da família de D. Pedro Guevarra, que foi aio de Garcia III de Navarra, "o de Nájera", Garcia III de Navarra, como também era conhecido.
Desta família era também D. Francisca Abarca, que passou a Portugal nos princípios do século XVII foi casada com António Lopes Galhardo, que serviu na Guerra da Restauração e foi general de cavalaria na Província da Beira.
O solar desta família é no antigo Reino de Aragão.
Pedro Abarca Fidalgo de Tuy descente de D. Pedro Guevarra foi para a ilha Terceira, Açores onde foi tronco desta família nas ilhas:
D. Pedro Abarca teve os seguintes, filhos:
1. D. Pedro Abarca, que casou com Margarida Alvares Merens e foram pais de D. Joana Abarca casada com Pedro Anes do Canto.
2. D. Isabel Abarca, que casou com João Borges, o Velho.
3. D. Maria Abarca, que casou com João Vaz Corte Real.